# Alexis Manyoma
Alexis Castillo Manyoma (Puerto Tejada, Colombia; 30 de enero de 2003) es un futbolista colombiano que actualmente juega como mediocampista en el Colorado Rapids de la MLS, cedido por Estudiantes de La Plata.

## Trayectoria
Alexis Manyoma brilló con el Cortuluá, equipo de la Segunda Divisíon de Colombia, marcando la diferencia en el fútbol colombiano durante el 2022. En febrero de 2023, luego de la finalización del Sudamericano Sub-20, Manyoma fue vinculado con varios equipos colombianos y extranjeros.
El 8 de agosto de 2023 fue confirmado como nuevo refuerzo de Estudiantes de La Plata. El Pincha compró el 50% del volante colombiano en aproximadamente U$S 900.000 a Cortuluá y firmó hasta junio de 2027.
El 26 de agosto de 2023 debuta desde el minuto inicial ante Unión de Santa Fe en el Estadio UNO. En dicho partido anota su primer gol en el club.
Comenzó siendo titular en el primer partido de la Liga Profesional 2024, metiendo una asistencia para el triunfo ante Tigre de visitante por 1-0.
El 20 de octubre de 2024 juega como titular en el triunfo de Estudiantes sobre Instituto por 3 a 2 en el Estadio UNO, donde anotó el segundo gol y asistió en el tercer gol del equipo, convirtiéndose en la gran figura del encuentro. El 25 de octubre de 2024, al partido siguiente, vuelve a marcar en el empate 1-1 ante Barracas Central en condición de visitante.
El 21 de diciembre de 2024 obtuvo el Trofeo de Campeones de la Liga Profesional 2024 jugando de titular y anotando el segundo gol de su equipo, en la victoria por 3-0 ante Vélez Sarsfield, en el Estadio Único Madre de Ciudades de Santiago del Estero.
En agosto de 2025 es cedido a préstamo con cargo y opción de compra hasta julio de 2026 al Colorado Rapids de la Major League Soccer.

## Selección nacional

### Selección Sub-20
Luego de haber pasado por la selección sub-15 y sub-19, representó a Colombia en el Campeonato Sudamericano Sub-20 de 2023. Fue convocado nuevamente al equipo para la Copa Mundial Sub-20 de la FIFA 2023 donde llegaron hasta cuartos de final.
Desde el año 2021 hasta mediados de 2023 jugó 33 partidos en Selección Sub-20, marcando 4 goles.

## Estadísticas

### Clubes
Actualizado al último partido disputado el 8 de julio de 2025.
| Cortuluá · Colombia | 2.ª           | 2020          | 12  | 0  | 0 | 2  | 0 | 0 | - | - | - | 14  | 0  | 0 |
| Cortuluá · Colombia | 2.ª           | 2021          | 18  | 1  | 0 | 1  | 0 | 0 | - | - | - | 19  | 1  | 0 |
| Cortuluá · Colombia | 1.ª           | 2022          | 35  | 5  | 2 | 1  | 0 | 0 | - | - | - | 36  | 5  | 2 |
| Cortuluá · Colombia | 2.ª           | 2023          | 10  | 2  | 1 | -  | - | - | - | - | - | 10  | 2  | 1 |
| Cortuluá · Colombia | Total club    | Total club    | 75  | 8  | 3 | 4  | 0 | 0 | 0 | 0 | 0 | 79  | 8  | 3 |
| Estudiantes de La Plata Argentina | 1.ª           | 2023          | -   | -  | - | 9  | 1 | 0 | 0 | 0 | 0 | 9   | 1  | 0 |
| Estudiantes de La Plata Argentina | 1.ª           | 2024          | 18  | 3  | 6 | 6  | 1 | 0 | 2 | 0 | 0 | 26  | 4  | 6 |
| Estudiantes de La Plata Argentina | 1.ª           | 2025          | 11  | 0  | 0 | 2  | 0 | 0 | 2 | 0 | 0 | 15  | 0  | 0 |
| Estudiantes de La Plata Argentina | Total club    | Total club    | 29  | 3  | 6 | 17 | 2 | 0 | 4 | 0 | 0 | 50  | 5  | 6 |
| Colorado Rapids Estados Unidos | 1.ª           | 2025          | 0   | 0  | 0 | 0  | 0 | 0 | 0 | 0 | 0 | 0   | 0  | 0 |
| Colorado Rapids Estados Unidos | Total club    | Total club    | 0   | 0  | 0 | 0  | 0 | 0 | 0 | 0 | 0 | 0   | 0  | 0 |
| Total carrera | Total carrera | Total carrera | 104 | 11 | 9 | 21 | 2 | 0 | 4 | 0 | 0 | 129 | 13 | 9 |
| (1) La copa nacional se refiere a la Copa Argentina, Copa Colombia, Copa de la Liga Profesional, Supercopa Internacional y Trofeo de Campeones. (2) La copa internacional se refiere a la Copa Libertadores y Copa Sudamericana. |               |               |     |    |   |    |   |   |   |   |   |     |    |   |

### Selección
Actualizado al último partido disputado el 3 de junio de 2023.
| Selección         | Año   | Amistosos | Amistosos | Amistosos | Mundial | Mundial | Mundial | Continental | Continental | Continental | Total | Total | Total |
| Selección         | Año   | Part.     | Goles     | Asis.     | Part.   | Goles   | Asis.   | Part.       | Goles       | Asis.       | Part. | Goles | Asis. |
| ----------------- | ----- | --------- | --------- | --------- | ------- | ------- | ------- | ----------- | ----------- | ----------- | ----- | ----- | ----- |
| Sub-20 · Colombia | 2021  | 5         | 0         | 0         | —       | —       | —       | —           | —           | —           | 5     | 0     | 0     |
| Sub-20 · Colombia | 2022  | 8         | 2         | 0         | —       | —       | —       | 5           | 1           | 0           | 13    | 3     | 0     |
| Sub-20 · Colombia | 2023  | 1         | 0         | 0         | 5       | 0       | 0       | 9           | 1           | 2           | 15    | 1     | 2     |
| Total             | Total | 14        | 2         | 0         | 5       | 0       | 0       | 14          | 2           | 2           | 33    | 4     | 2     |

## Palmarés

### Campeonatos nacionales
| Título              | Club                    | País      | Año  |
| ------------------- | ----------------------- | --------- | ---- |
| Copa Argentina      | Estudiantes de La Plata | Argentina | 2023 |
| Copa de la Liga     | Estudiantes de La Plata | Argentina | 2024 |
| Trofeo de Campeones | Estudiantes de La Plata | Argentina | 2024 |